# Liste der Baudenkmäler in Urdenbach
Die Liste der Baudenkmäler in Urdenbach enthält die denkmalgeschützten Bauwerke auf dem Gebiet von Düsseldorf-Urdenbach, Stadtbezirk 9, in Nordrhein-Westfalen. Diese Baudenkmäler sind in der Denkmalliste der Stadt Düsseldorf eingetragen; Grundlage für die Aufnahme ist das Denkmalschutzgesetz Nordrhein-Westfalen (DSchG NRW).

## Baudenkmäler
| Bild                  | Bezeichnung                     | Lage                                               | Beschreibung | Bauzeit                    | Eingetragen seit   | Denkmal- nummer |
| --------------------- | ------------------------------- | -------------------------------------------------- | --- | -------------------------- | ------------------ | --------------- |
| Haus Drängenburg      | Haus Drängenburg                | Am Alten Rhein 8 Karte                             | Die Stadt Düsseldorf ließ 1960 eine Erinnerungstafel aus weißem Marmor über dem Mittelfenster von Haus Drängenburg anbringen: „Hier wohnten und wirkten Louise Dumont und Gustav Lindemann 1908–1922“ | ca. 1870                   | 15. Dezember 1983  | A 490           |
|                       |                                 | Am Alten Rhein 10 Karte                            | | 17. Jh. und 19. Jh.        | 23. November 1983  | A 467           |
| ehem. Wimmerhof       | ehem. Wimmerhof                 | Am Alten Rhein 11 Karte                            | | 1749–1750                  | 23. November 1983  | A 468           |
|                       |                                 | Am Alten Rhein 12 Karte                            | | 1788 und Ende 18. Jh.      | 28. Juni 1982      | A 155           |
|                       |                                 | Am Alten Rhein 15 Karte                            | | 1908                       | 19. April 1983     | A 340           |
| Altes Fischerhaus     | Altes Fischerhaus               | Am Alten Rhein 83 Karte                            | | 1900                       | 10. August 1983    | A 402           |
|                       |                                 | Angerstraße 1 Karte                                | | 1787                       | 13. Juli 1983      | A 385           |
| BW                    | Alte Schule                     | Angerstraße 5 Karte                                | Eigentümer der ehemaligen evangelischen Volksschule ist die SWD (Städtische Wohnungsgesellschaft Düsseldorf). Der Antrag auf Denkmalschutz wurde im Oktober 2017 gestellt. Anfang 2023 wurde das gesamte Ensemble unter Schutz gestellt. Dazu zählt das Schulgebäude mit Anbau (ehemalige Lehrerwohnung), der Schulhof mit historischem Baumbestand (fünf Linden), ein Trinkbrunnen, Pausengong und das ehemalige Toilettenhäuschen im Jugendstil sowie die straßenseitige Mauer. Der Schulbetrieb fand von 1906 bis 1966 statt. Seit den 1980er Jahren sind im Gebäude vorwiegend Künstler tätig. | 1904–1906                  | 30. Januar 2023    |                 |
|                       |                                 | Angerstraße 8 Karte                                | | Anfang 19. Jh.             | 13. Juli 1983      | A 386           |
|                       |                                 | Angerstraße 28 Karte                               | | Mitte 18. Jh.              | 17. Dezember 1984  | A 814           |
|                       |                                 | Angerstraße 29 Karte                               | | Mitte 19. Jh.              | 17. Dezember 1984  | A 815           |
|                       |                                 | Angerstraße 33 Karte                               | | Mitte 18. Jh.              | 28. März 1983      | A 326           |
|                       |                                 | Angerstraße 67 mit Nebengebäude Karte              | | 18. Jh. bis Anfang 19. Jh. | 4. Mai 1983        | A 351           |
|                       |                                 | Angerstraße 73 Karte                               | | Mitte 18. Jh.              | 15. Februar 1983   | A 306           |
|                       |                                 | Angerstraße 75 mit Fachwerknebengebäuden Karte     | | 1857                       | 15. Februar 1983   | A 307           |
|                       |                                 | Angerstraße 101 Karte                              | | ca. 1800                   | 15. Februar 1983   | A 308           |
| Brunnenhäuschen       | Brunnenhäuschen                 | Angerstraße o. Nr. Karte                           | | ca. 1800                   | 15. Februar 1983   | A 305           |
|                       |                                 | Auf dem Ufer 5–13 Karte                            | | ca. 1800                   | 6. September 1984  | A 695           |
| weitere Bilder        | Spritzenhaus                    | Bücherstraße 24 Karte                              | | 1784                       | 10. August 1983    | A 405           |
|                       |                                 | Bücherstraße 25 Karte                              | | 18. Jh.                    | 15. September 1983 | A 425           |
|                       |                                 | Bücherstraße 34 Karte                              | | Ende 18. Jh.               | 23. August 1983    | A 412           |
|                       |                                 | Drängenburger Straße 31 Karte                      | | ca. 1830                   | 3. November 1989   | A 1195          |
|                       |                                 | Gänsestraße 4 Karte                                | | 1785                       | 15. Februar 1983   | A 311           |
|                       |                                 | Gänsestraße 13 Karte                               | | Ende 18. Jh.               | 7. Juni 1984       | A 618           |
|                       |                                 | Gänsestraße 41 Karte                               | | ca. 1800                   | 1. März 1994       | A 1281          |
|                       |                                 | Gänsestraße 45 Karte                               | | ca. 1800                   | 7. Juni 1984       | A 619           |
|                       |                                 | Gänsestraße 54 Karte                               | | Ende 18. Jh.               | 7. Juni 1984       | A 620           |
|                       |                                 | Hochstraße 5 Karte                                 | | Ende 18. Jh.               | 3. August 1983     | A 399           |
| weitere Bilder        |                                 | Hochstraße 8 Karte                                 | | ca. 1820                   | 11. April 1985     | A 882           |
| weitere Bilder        |                                 | Hochstraße 9, 11 Karte                             | | Mitte 18. Jh.              | 23. August 1983    | A 417           |
| weitere Bilder        |                                 | Hochstraße 14, 16 Karte                            | | 18. Jh.                    | 23. August 1983    | A 418           |
|                       |                                 | Hochstraße 26, 28 Karte                            | | Mitte 15. Jh.              | 22. November 1994  | A 1325          |
|                       |                                 | Hochstraße 26 Karte                                | | Mitte 15. Jh.              | 22. November 1994  | A 1325          |
|                       |                                 | Hochstraße 28 Karte                                | | Mitte 15. Jh.              | 22. November 1994  | A 1325          |
| weitere Bilder        | Bildstock neben Nr. 26          | Hochstraße o. Nr. Karte                            | | 1874                       | 14. Juni 1984      | A 636           |
| weitere Bilder        |                                 | Jägerei 5 Karte                                    | | Mitte 18. Jh.              | 23. Februar 1982   | A 47            |
|                       |                                 | Jägerei 10 Karte                                   | | 18. Jh.                    | 23. August 1983    | A 419           |
|                       |                                 | Jägerei 15 Karte                                   | | 18. Jh., 1898              | 23. August 1983    | A 420           |
|                       |                                 | Jägerei 16 Karte                                   | | Ende 18. Jh.               | 17. Dezember 1984  | A 819           |
| Stundenstein          | Stundenstein                    | Koblenzer Straße o. Nr.                            | | ca. 1807                   | 30. Januar 2004    | A 1524          |
| Friedhof              | Friedhof                        | Rittersbergstraße o. Nr. Karte                     | | 1886                       | 9. Januar 2004     | A 1518          |
| weitere Bilder        | Hintergebäude Grundschulgebäude | Urdenbacher Allee 91 Karte                         | | Anfang 19. Jh.             | 7. Mai 1985        | A 897           |
| weitere Bilder        | Herz-Jesu-Kirche                | Urdenbacher Allee 111 Karte                        | | 1893, 1894, 1911–1914      | 14. Mai 1985       | A 902           |
| weitere Bilder        |                                 | Urdenbacher Dorfstraße 11 Karte                    | | 18. Jh.                    | 28. September 1983 | A 433           |
| weitere Bilder        |                                 | Urdenbacher Dorfstraße 13 Karte                    | | 1725                       | 28. September 1983 | A 434           |
| weitere Bilder        | Urdenbacher Dorfkirche          | Urdenbacher Dorfstraße 15 Karte                    | | 1691–1693                  | 6. Oktober 1983    | A 444           |
|                       |                                 | Urdenbacher Dorfstraße 17 Karte                    | | 18.–19. Jh.                | 19. Oktober 1983   | A 449           |
|                       |                                 | Urdenbacher Dorfstraße 19, Hochstraße 1a, 1b Karte | | 1713                       | 4. April 1984      | A 567           |
| ehem. Gerichtsgebäude | ehem. Gerichtsgebäude           | Urdenbacher Dorfstraße 46, 48 Karte                | | 1535                       | 26. August 1985    | A 917           |
| weitere Bilder        |                                 | Urdenbacher Dorfstraße 53 Karte                    | | 18. Jh.                    | 19. Oktober 1983   | A 450           |